# Gastón Garatea
Jorge Gastón Garatea Yori (Lima, 17 de noviembre de 1940) es un sacerdote de los Sagrados Corazones, activista y teólogo peruano. Fue miembro de la Comisión de la Verdad y Reconciliación que investigó entre 2001 y 2003 al conflicto armado interno peruano, y ha sido presidente de la Mesa de Concertación para la Lucha contra la Pobreza, con la que participó también en el Acuerdo Nacional.
Forma parte de la corriente de pensamiento conocida como teología de la liberación.Actualmente se desempeña como asesor en temas de Responsabilidad Social en la Pontificia Universidad Católica del Perú.

## Biografía
Nació en Lima el 17 de noviembre de 1940. De joven estudió en el Colegio Sagrados Corazones Recoleta de la misma ciudad. Más adelante, estudió Teología en Chile y fue ordenado sacerdote por la Congregación de los Sagrados Corazones. Ha sido miembro de la Comisión de la Verdad y Reconciliación y profesor del Instituto de Estudios Teológicos Juan XXIII (ISET) de Lima.
En mayo de 2012, tras posicionarse a favor de las uniones civiles entre personas del mismo sexo y de la eliminación del celibato sacerdotal,  el entonces arzobispo de Lima Juan Luis Cipriani le retiró la licencia ministerial que le permitía ejercer el sacerdocio en esa diócesis. Cipriani le exigió públicamente "corregir" esas opiniones públicas y apartarse de su trabajo en la Pontificia Universidad Católica del Perú (PUCP). Esto ocurrió a la parte que ese arzobispo mantenía un fuerte conflicto legal con las autoridades de esa universidad. Esta sanción canónica diocesana generó diversas manifestaciones y pronunciamientos en apoyo a Garatea por parte de católicos y no católicos, incluyendo la opinión del obispo Luis Bambarén que consideró que la sanción se debía a un encono personal. El asunto atrajo tal atención mediática que se hicieron encuestas de opinión al respecto, según las cuales un 26 % de limeños reportó estar informado del tema, y que monseñor Cipriani pidió "no hacer un show que dañe a la Iglesia" sobre la sanción.  Finalmente, en marzo de 2018, Cipriani volvió a conceder las licencias a Gastón Garatea para poder ejercer su ministerio presbiterial sin restricciones en la Arquidiócesis de Lima.
En mayo de 2012 fue nombrado Profesor Honorario de la PUCP.